# NetWare核心協定
NetWare核心協定（英語：NetWare Core Protocol，縮寫為NCP），一種網路協定，由Novell公司開發。它在Novell NetWare作業系統上開發出來，但是在部份Unix系統、Linux、Windows NT等也支援這個協定。
它的底層是 TCP/IP與IPX/SPX（這個協定已經過時，但在Netware上仍然提供支援），能夠提供檔案、印表機、目錄等網路功能。